# Đồng minh dị tính

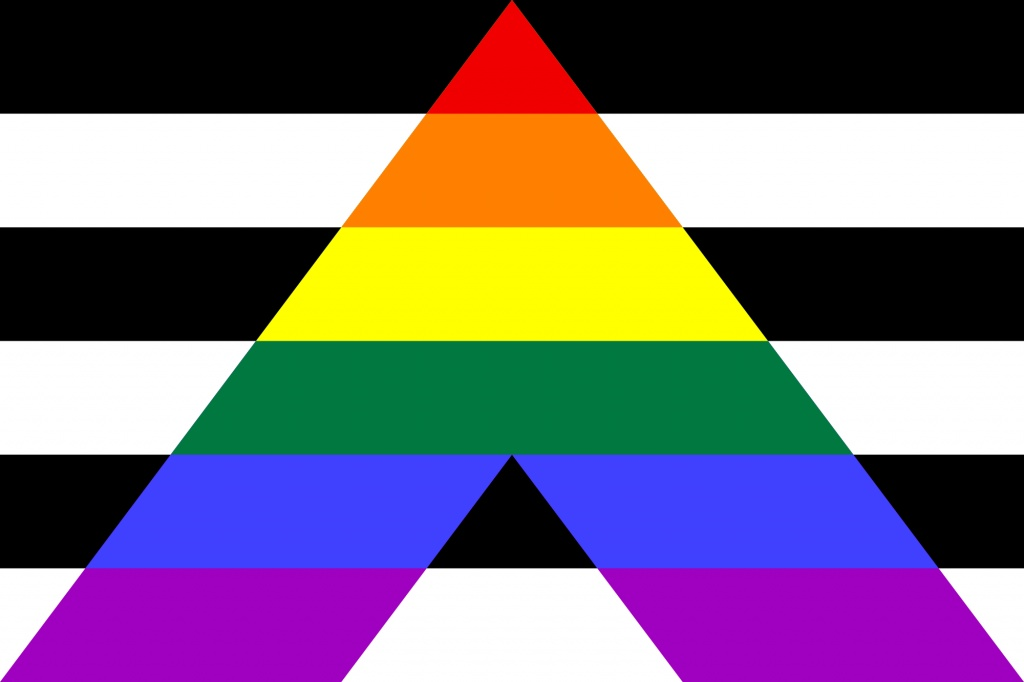
Cờ của đồng minh dị tính

Một đồng minh, đồng minh dị tính, đồng minh dị tính luyến ái, hoặc đồng minh hợp giới là một người dị tính hợp giới ủng hộ quyền công dân bình đẳng, bình đẳng giới, và các phong trào xã hội LGBT, thách thức sự ghét sợ đồng tính, sự ghét sợ song tính và sự ghét sợ người chuyển giới. Không phải ai phù hợp với định nghĩa này cũng đều nhận mình là một "người đồng minh". Một người đồng minh công nhận rằng những người thuộc cộng đồng LGBT phải đối mặt với sự phân biệt đối xử và do đó gặp bất lợi về mặt xã hội. Họ hướng tới mục tiêu sử dụng vị trí và đặc quyền của họ với tư cách những người dị tính và hợp giới trong một xã hội tập trung vào định chuẩn hoá hợp giới và định chuẩn hoá dị tính để chống lại sự phân biệt đối xử đối với những người không theo chuẩn. Rất nhiều tổ chức LGBT (cả ở cấp địa phương và cấp bang) tập trung vào tiến trình phát triển của các đồng minh trong việc hoạt động hướng tới các mục tiêu công bằng xã hội của họ.
Có rất nhiều các giai đoạn của việc là một người đồng minh, mỗi giai đoạn lại đóng góp vào các phong trào xã hội queer theo một cách khác nhau và mỗi giai đoạn lại phải hứng chịu những chỉ trích riêng liên quan đến vấn đề động cơ. Tuy vậy, tất cả các giai đoạn đều góp phần ủng hộ những sáng kiến chính trị nhằm mục tiêu giúp ích cho cộng đồng LGBT nói chung.

## Các tổ chức đồng minh LGBT

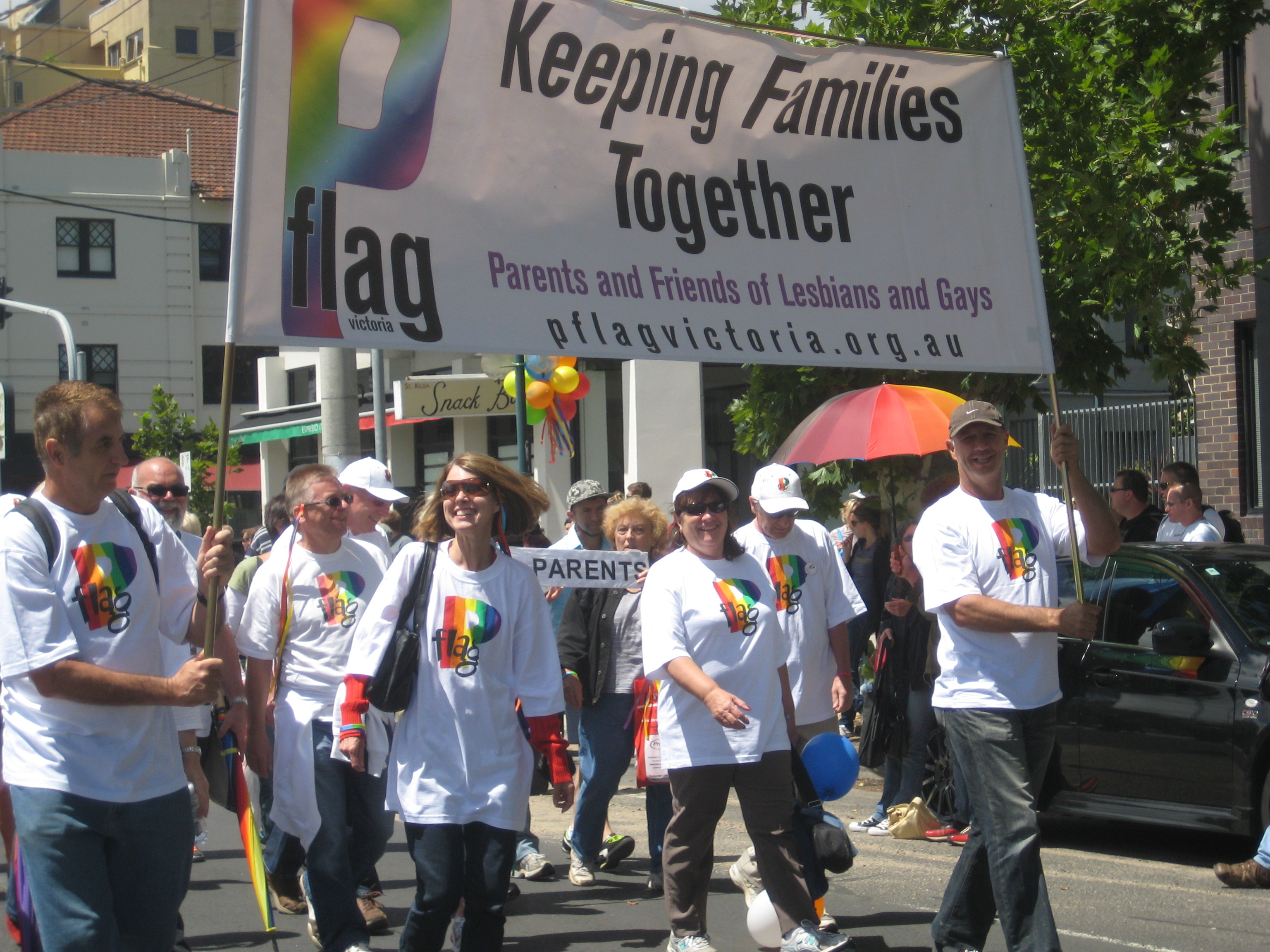
Phụ huynh và bạn bè của những người đồng tính nữ và đồng tính nam diễu hành ở Cuộc diễu hành Tự hào Australia năm 2011.

Hầu hết các tổ chức LGBT đều có những thành viên dị tính hoặc hợp giới tham gia; những tổ chức khác thì rất khuyến khích sự tham gia của người dị tính và hợp giới. Một liên minh đồng tính-dị tính (còn được biết tới với cái tên một liên minh giới-tính dục) là một câu lạc bộ do sinh viên điều hành, kết nối những sinh viên LGBT và dị tính lại với nhau để tạo ra một nền tảng cho hoạt động chống lại chứng ghét sợ song tính và chứng ghét sợ người chuyển giới. Còn có những nhóm tập hợp cộng đồng LGBT để làm việc với những người đồng minh. Được thành lập vào năm 1973, PFLAG là tổ chức đồng minh đầu tiên, được gây dựng bởi Jeanne Manford, mẹ đẻ của phong trào đồng minh. Với trụ sở ở Mỹ, PFLAG tập hợp những người thuộc cộng đồng LGBT với phụ huynh, gia đình, và những người đồng minh để đạt được sự bình đẳng hoàn toàn về mặt dân sự và pháp luật cho những người thuộc cộng đồng LGBT. Vào năm 2007, tổ chức này phát động một dự án mới, "Dị tính đấu tranh vì bình đẳng" để giúp nhiều người đồng minh tham gia vào các phong trào LGBT ở công sở, lĩnh vực chăm sóc y tế, và giờ là ở những cộng đồng tôn giáo. "Những người hỗ trợ và bảo vệ người đồng tính nam và người đồng tính nữ" (Gay & Lesbian Advocates & Defenders - GLAD) là một tổ chức khác được đặc biệt thành lập để tập hợp những người đồng minh của công cuộc này.

## Bối cảnh lịch sử
Cuộc bạo loạn Stonewall vào năm 1969 (ở thành phố New York) được biết đến là điểm khởi đầu của Mặt trận giải phóng người đồng tính. Những cuộc biểu tình, những tổ chức hỗ trợ, những nhóm cứu trợ cho người nhiễm HIV/AIDS, v.v... đã phác hoạ chung đặc điểm của phong trào từ bước khởi đầu. Trong những năm 1970, một sự chia rẽ nổi lên trong cộng đồng vì những niềm tin đối ngược nhau về ý nghĩa thực sự của việc giải phóng.
Hai nhóm được hình thành từ cuộc chia rẽ này nói chung được biết đến dưới hai cái tên là "những người giải phóng" (liberationists) và "những người hoà hoãn" (homophiles). Những người giải phóng thể hiện bản thân là những người rất cấp tiến; ý định của họ nằm ở việc vượt qua giới hạn của sự chấp nhận và thay đổi cấu trúc xã hội truyền thống (sự ghét sợ đồng tính, định kiến giới, chủ nghĩa quân phiệt, v.v...). Ngược lại, những người đồng tính ái chỉ hướng tới những thứ họ cho là thực tế; thay vì đánh đổ một hệ thống đàn áp, họ chỉ đơn giản yêu cầu lòng khoan dung. Nhóm của họ duy trì một lập trường biện giải, ở đó mục đích cuối cùng của họ là chung sống hoà bình với những người đàn áp. Quan điểm đồng hoá này thường thu hút những người queer hợp giới, da trắng của phong trào, những người có may mắn có thể hoà nhập, đối ngược với những người giải phóng, những người cho thấy rằng họ thu hút những nhóm bị lề hóa hơn (người queer/người chuyển giới da màu).
Trong bối cảnh của sự ủng hộ và vận động xã hội hướng đến người queer, sử dụng sự giúp đỡ của những người đồng minh thường được xem là hoà hoãn (homophilic). Điều này làm dấy lên một cuộc tranh luận rộng rãi, vì làm việc quá gần gũi với "những người áp bức" cũng giống như cách tiếp cận mang tính bảo thủ, việc mà nhiều người tham gia phong trào phản đối.

## Những giai đoạn trở thành đồng minh
Nhà xã hội học Keith Edwards nhận diện ba giai đoạn của quá trình trở thành một người đồng minh trong một phong trào xã hội.
Giai đoạn đầu tiên là vì bản thân. Mục tiêu của những người đồng minh này hoàn toàn tập trung vào những người họ yêu thương. Khi bắt đầu hành động với tư cách là một người đồng minh, những tác động của họ mang tính cá nhân – họ cho rằng những vấn đề của những người thân yêu của họ bắt nguồn từ một nhóm người nhất định chứ không tin rằng những vấn đề đó là dấu hiệu của một hệ thống lớn hơn, mang tính đàn áp. Biểu hiện ban đầu này của sự đồng minh không hẳn là có hại, nhưng vì nó không chỉ ra được vấn đề lớn hơn nên sự hiệu quả của nó bị hạn chế. Hành vi vì bản thân thường gắn với việc phụ huynh ủng hộ con cái, và dù rằng những bậc phụ huynh đó là những người ủng hộ chủ chốt trong cộng đồng, điều không rõ ràng là liệu sự giúp đỡ của họ có vượt ra khỏi khuôn khổ gia đình và bạn bè họ hay không. Một ví dụ về hành vi này là một người cha của một cô con gái chuyển giới ủng hộ nhà vệ sinh trung lập về giới ở trường học của con gái ông – tuy nhiên sự ủng hộ của ông là kết quả từ tình yêu thương của ông dành cho cô con gái, không phải là mong muốn giúp đỡ những người chuyển giới một cách toàn diện.
Giai đoạn thứ hai trong hình mẫu của Edward là của người đồng minh khao khát sự rộng lượng. Giai đoạn này là một giai đoạn phát triển hơn giai đoạn trước vì động lực của những người đồng minh hướng tới việc đấu tranh chống lại sự đàn áp mà cả nhóm phải chịu thay vì chỉ một cá nhân. Họ cũng có tổ chức hơn, tức là những người đồng minh ở mức độ này bắt đầu cho thấy sự nhận thức về đặc quyền xã hội của họ, tuy rằng họ vẫn có xu hướng cho mình là vị cứu tinh đối với những người họ định giúp đỡ. Tâm lý cứu tinh này tránh né vấn đề cốt lõi: nó không khiến người ta thừa nhận bản chất mang tính hệ thống của sự áp bức đối với những người thuộc cộng đồng LGBT.
Giai đoạn thứ ba của sự đồng minh là những người đồng minh đấu tranh cho công bằng xã hội. Nguồn động lực chính của giai đoạn này, trên tất cả là sự tôn trọng dành cho những người bị đàn áp. Ngược lại với hai cách tiếp cận kia, những người đồng minh ở giai đoạn thứ ba nhận thức được rằng nhóm người họ ủng hộ hoàn toàn có thể tự hỗ trợ chính bản thân họ. Kiểu đồng minh này không phải kiểu hạ cố tham gia. Họ đấu tranh chống lại hệ thống áp bức để toàn bộ cộng đồng đều được lợi từ sự thay đổi này, chứ không đơn thuần chỉ một vài người được chọn.

## Những thách thức đặt ra
Thách thức chính của việc hợp tác với các đồng minh dị tính là họ thể hiện các mức độ 'tôn trọng' khác nhau dành cho cộng đồng mà họ đại diện để ủng hộ, đôi khi tỏ ra trịch thượng, mà không nhận thức được những đặc quyền và quyền lực của chính họ, và lấn át các thành viên. Bởi vì rạch ròi giữa việc đại diện để nói cho một nhóm và việc nói thay cho nhóm đó là không đơn giản, nhiều khi họ vượt qua ranh giới đó mà không hay biết. Vùng xám này có thể được nhắc đến với cái tên 'sự tôn trọng chủ động'; một yếu tố nằm trong động cơ của đồng minh ngăn cản quyền tự do hành động của nhóm 'người yếu thế' (do kết quả từ sự áp bức nội hoá mà họ trải qua) ("Sự tôn trọng chủ động" được hiểu là dạng tôn trọng cho ai đó động lực để hành động vì lợi ích của người khác, ngược lại với "sự tôn trọng không chủ động" dường như đòi hỏi tôn trọng đối với sự riêng tư, quyền tự do hành động của người khác, ghi nhận những thành tựu và đặc quyền của họ theo một cách tự giữ khoảng cách giữa mình và người khác).
Một thách thức khác là những đồng minh dị tính có thể dễ dàng nản lòng khi đối mặt với sự soi mói quá mức về động cơ và cách tiếp cận của họ. Các đồng minh mới có thể bị choáng ngợp bởi sự phức tạp về chỗ đứng của họ trong phong trào. Vì các đồng minh mới nhận nhãn này từ các mối quan hệ cá nhân của họ với những người có bản dạng là queer, nên sự đồng minh của họ bị hạn chế. Các đồng minh có xu hướng phản ứng rất phòng thủ trước chỉ trích từ các thành viên của cộng đồng queer về sự thấu hiểu các vấn đề của người queer, từ đó củng cố mối lo ngại rằng động lực của họ là những lời khen ngợi mà họ mong muốn trở thành một phần thưởng đạo đức. Ngoài ra, để trở thành một đồng minh dị tính cần một quá trình công khai (do lo ngại về việc người khác xem mình thuộc LGBT), quá trình này không hiện diện rõ ràng trong các phong trào xã hội khác; điều này có thể cản trở mức độ vận động của một đồng minh. Nói cách khác, sự đồng minh đòi hỏi hỗ trợ đi kèm theo một giao thức riêng biệt mà nhiều người cảm thấy khó đạt được.

Vài người con của các cặp đôi LGBT là đồng minh dị tính, đáng chú ý trong số đó có Zach Wahls, một người Iowa, con trai của hai người đồng tính nữ, mặc dù anh thể hiện một cái nhìn khác về mối quan hệ của mình với cộng đồng LGBT:
"Nói rõ thì, tôi không coi mình là một đồng minh. Tôi có thể là đàn ông hợp giới dị tính, nhưng trong suy nghĩ của mình, tôi là một thành viên của cộng đồng LGBT. Tôi biết là mọi người rất không muốn lại thêm một chữ cái khác vào từ viết tắt này, nhưng chúng ta cần đảm bảo rằng, là một phong trào, ta phải tạo ra không gian cho những người mà chúng ta gọi là "queer-con" được hoạt động và trở thành một phần của cộng đồng. Bởi vì mặc dù tôi không phải là người đồng tính, nhưng tôi biết cảm giác bị ghét vì là chính con người mình. Và tôi biết cảm giác giấu đi con người của mình là như thế nào, và giống như mọi thành viên khác của cộng đồng LGBT, tôi không có quyền lựa chọn việc này. Tôi sinh ra đã ở trong phong trào này."
Đồng minh có thể bị chỉ trích vì nhiều lý do. Ví dụ, một số người tin rằng các đồng minh không thể thoát ra khỏi thế giới định chuẩn hoá dị tính của họ để ủng hộ. Các đồng minh cũng bị chỉ trích vì dùng việc vận động LGBT như một phương tiện để có được danh tiếng và địa vị.

## Vai trò trong thay đổi chính sách
Các nghiên cứu cho thấy những đồng minh ưu tú có ảnh hưởng tích cực đến mục tiêu chính sách của một phong trào xã hội, bất kể những mục tiêu đó là gì. Trong khi vai trò chính của những đồng minh là mang đến sự ủng hộ rộng rãi hơn cho các mục tiêu của phong trào xã hội, thì vai trò thứ yếu của họ là tác động đến chính sách cũng có giá trị. Vai trò của các đồng minh là thông báo cho các nhà hoạch định chính sách về những khó khăn mà một cộng đồng phải chịu đựng. Sự đồng minh như thế này thường hiệu quả dù mang tính tư lợi; ví dụ, các quan chức chính phủ bảo thủ cấp cao Barry Goldwater và William Weld (cựu thống đốc Đảng Cộng hòa bang Massachusetts), có động lực từ mối quan hệ của họ với gia đình và bạn bè queer, đã thể hiện ủng hộ khác thường với các chính sách vì người đồng tính.
Các đồng minh dị tính đóng một vai trò quan trọng trong việc tái chính trị hóa các vấn đề và cải thiện tình trạng chu cấp cho vấn đề đó. Ví dụ hoàn hảo cho một tình huống như vậy là trong cuộc khủng hoảng HIV/AIDS những năm 1980, khi các đồng minh dị tính đóng vai trò nòng cốt trong việc chống lại tư tưởng bảo thủ vốn đã tạo nên nền tảng chính trị của cuộc khủng hoảng này. Hiện tại, các nhà hoạt động queer cùng với các đồng minh của họ đang một lần nữa hướng các chính sách của chính phủ về AIDS chú ý đến việc điều chỉnh để thuốc men dễ tiếp cận hơn về mặt tài chính.